# Gråbandad lövmätare
Gråbandad lövmätare (Scopula immorata) är en fjärilsart som beskrevs av Carl von Linné 1758. Gråbandad lövmätare ingår i släktet Scopula och familjen mätare, Geometridae. Arten är reproducerande i Sverige. En underart finns listad i Catalogue of Life, Scopula immorata duercki Sheljuzhko, 1955.

## Bildgalleri

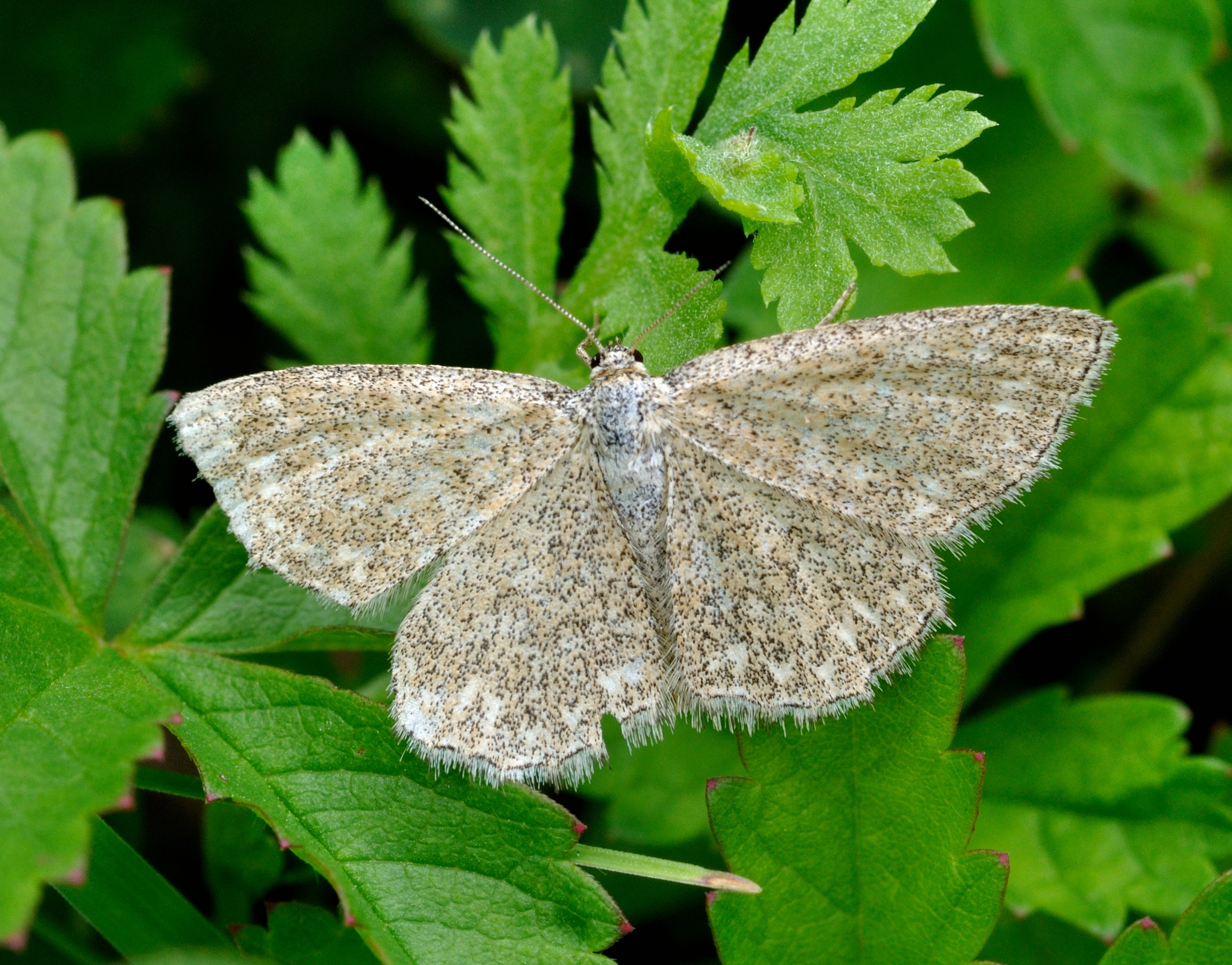
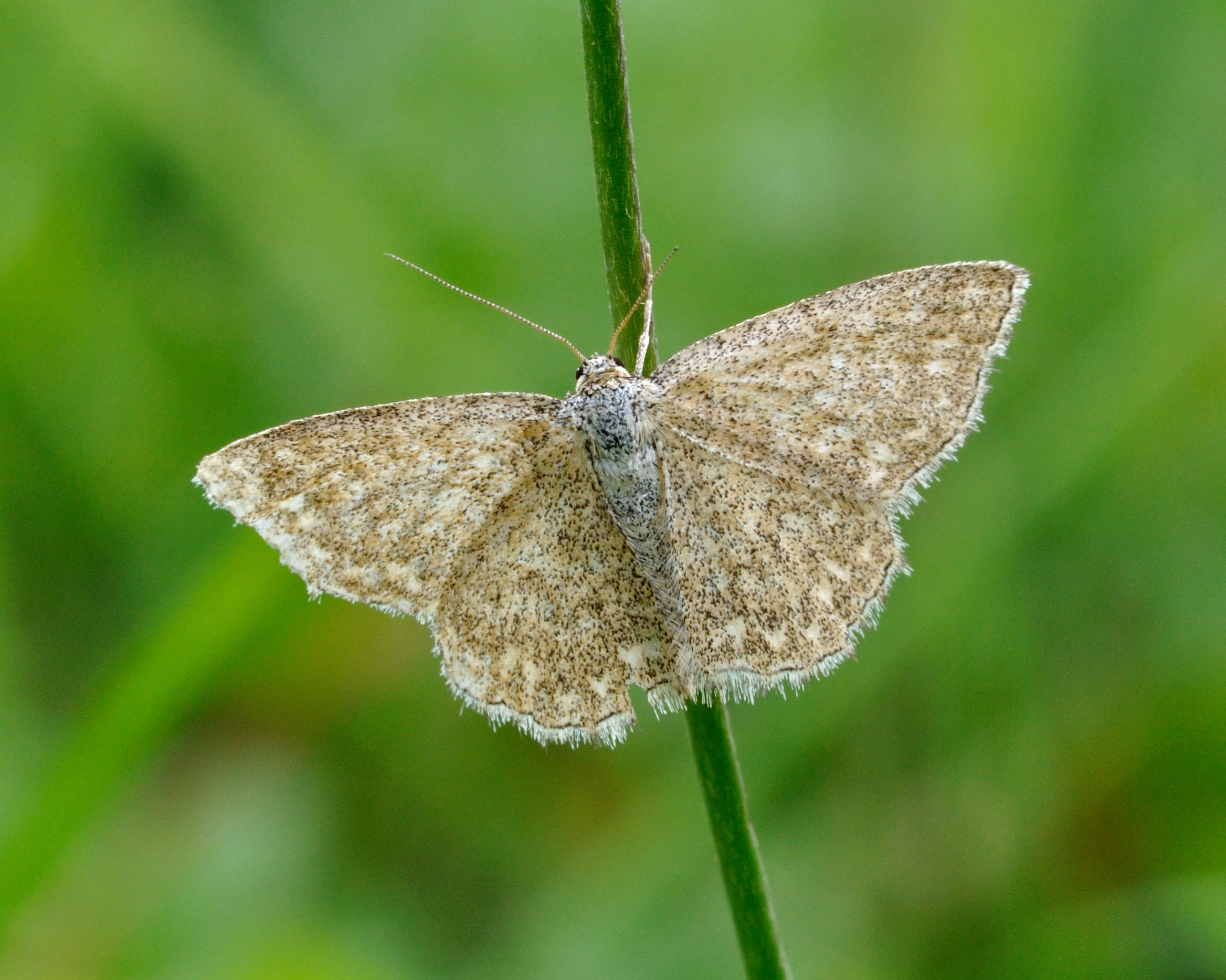
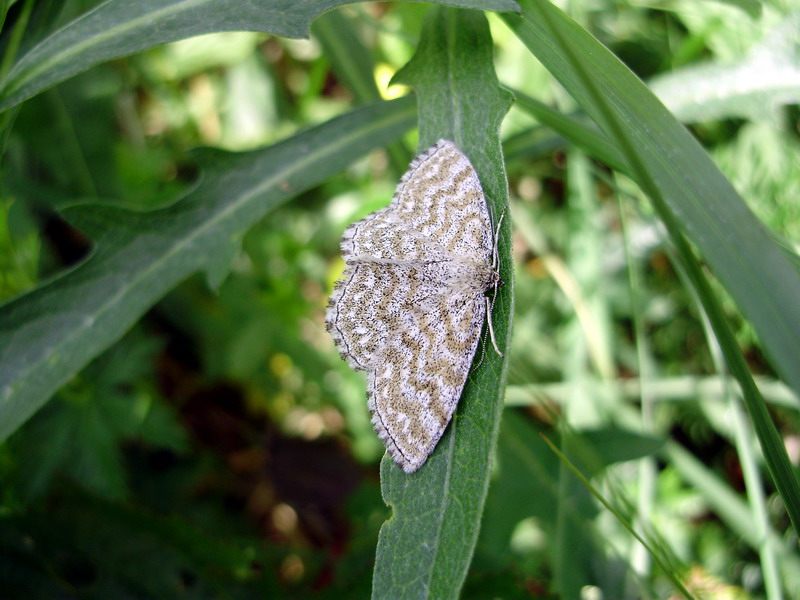